# Норфолк (Вірджинія)
Но́рфолк (англ. Norfolk) — незалежне місто, порт в гирлі Чесапікської затоки, у південно-східній частині штату Вірджинія, США. Головна військово-морська база США на Атлантичному океані. Населення — 242 803 особи (2010). Місто є центром міської конурбації Гемптон-Роудс, з найчисельнішим містом Вірджинія-Біч й загальним населенням 1,7 мільйони осіб (2009 рік).

## Географія
Норфолк розташований за координатами 36°55′23″ пн. ш. 76°14′41″ зх. д. / 36.92306° пн. ш. 76.24472° зх. д. ( 36.923015, -76.244641).  За даними Бюро перепису населення США в 2010 році місто мало площу 249,55 км², з яких 140,17 км² — суходіл та 109,38 км² — водойми.

## Демографія
Згідно з переписом 2010 року, у місті мешкали 242 803 особи в 86 485 домогосподарствах у складі 50 756 родин. Густота населення становила 973 особи/км².  Було 95018 помешкань (381/км²).
Расовий склад населення:
| - 47,1 % — білих - 43,1 % — чорних або афроамериканців - 3,3 % — азіатів - 0,5 % — корінних американців - 0,2 % — вихідців з тихоокеанських островів - 2,2 % — осіб інших рас |

До двох чи більше рас належало 3,6 %. Іспаномовні складали 6,6 % від усіх жителів.
За віковим діапазоном населення розподілялося таким чином: 20,8 % — особи молодші 18 років, 69,8 % — особи у віці 18—64 років, 9,4 % — особи у віці 65 років та старші. Медіана віку мешканця становила 29,7 року. На 100 осіб жіночої статі у місті припадало 107,5 чоловіків;  на 100 жінок у віці від 18 років та старших — 109,0 чоловіків також старших 18 років.
Середній дохід на одне домашнє господарство  становив 60 858 доларів США (медіана — 44 480), а середній дохід на одну сім'ю — 70 966 доларів (медіана — 51 578). Медіана доходів становила 36 817 доларів для чоловіків та 30 866 доларів для жінок. За межею бідності перебувало 21,0 % осіб, у тому числі 30,3 % дітей у віці до 18 років та 12,1 % осіб у віці 65 років та старших.
Цивільне працевлаштоване населення становило 101 764 особи. Основні галузі зайнятості: освіта, охорона здоров'я та соціальна допомога — 22,8 %, роздрібна торгівля — 12,5 %, мистецтво, розваги та відпочинок — 11,7 %.

## Клімат

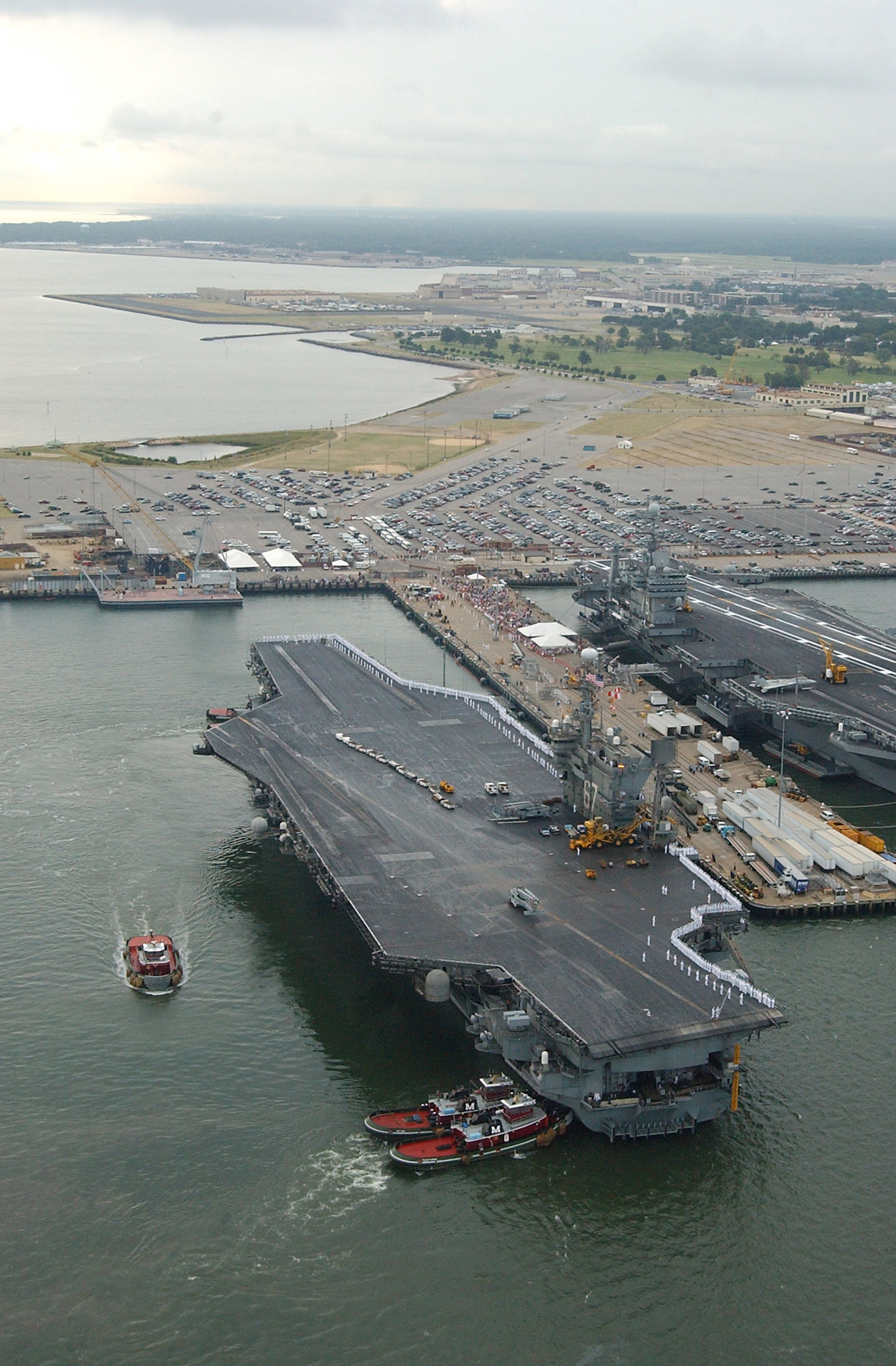
Авіаносці Джон Ф. Кеннеді й частково Гаррі С. Труман

У місті вологий субтропічний клімат. Середньодобова температура липня — +26 °C, січня — +4,5 °C. Щорічних опадів 1162 мм, що майже рівномірно випадають помісячно з перевагою березня й літніх місяців.

## Історія
Місто було засноване в 1682 році. Під час Війни за незалежність США тут розташовувалась штаб-квартира британського губернатора.
У 1870 році тут розпочався бурхливий розвиток, після того як тут з'єдналися важливі залізничні шляхи.
Під час світових війн у Норфолці побудовано величезний промисловий комплекс, який обслуговує Атлантичний флот США. Тут розміщено Меморіал Макартура, де похований генерал Дуглас Макартур.

## Транспорт
У місті з 2011 року працює лінія швидкісного трамваю довжиною 11,9 км. Спочатку планувалося, що лінія з'єднає Норфолк із сусіднім містом Вірджинія-Біч, але мешканці останнього на референдумі відмовилися від проекту, через це лінія на сході обривається на межі двох міст.

## Українська діаспора
15 лютого 2014 в центрі міста Норфолк відбулося віче українців на підтримку Євромайдану.
27 лютого 2022 року була проведена акція на підтримку України у зв'язку з повномасштабним вторгненням в Україні.
Інформацію про діаспору можна дізнатись у групі у Фейсбук https://www.facebook.com/groups/1159705414767976/?ref=share

## Відомі уродженці
- Джозеф Дженкінс Робертс (1809—1876) — перший президент Ліберії
- Маррі Лайнстер (1896—1975) — американський письменник, радіо- і телесценарист
- Маргарет Саллаван (1909—1960) — американська актриса
- Елізабет Карр (* 1981) — перша людина, народжена за допомогою технології штучного запліднення.

## Міста-побратими
- Кіта-Кюсю, Японія (1963)
- Wilhelmshaven, Німеччина (1976)
- Норфолк, Велика Британія (1986)
- Тулон, Франція (1989)
- Калінінград, Росія (1992)
- Галіфакс, Канада (2006)
- Кочі, Індія (2010)